# 嘉応学院
嘉応学院（簡体字: 嘉应学院、かおうがくいん、英: Jiaying University、略称: JYU）は、広東省梅州市にある中華人民共和国の大学である。名は「学院」だが、総合大学である。

## 概要
外国語学部、音楽学部、体育学部などの学部を置き、専攻は土木建築や美術など多岐に渡る。外国語学部には日本語学科を置き、近年では日本人の教師も在籍している。

## 学生生活
周囲は山に囲まれており、盆地で、春先に雨が降ると建物の中の壁が水滴だらけになるほど湿度が上がる。大学内は木々が生い茂り、緑豊かな大学である。
大学内の職員の人数、学生を合わせると約２万人ほどになる。梅州では客家語か広東語がよく話されるが、大学内では標準語で話すことが推奨されている。